# الدوري الإكوادوري لكرة القدم 2016
الدوري الإكوادوري لكرة القدم 2016 (بالإسبانية: Campeonato Ecuatoriano de Fútbol Serie A 2016)‏ هو الموسم 58 من الدوري الإكوادوري لكرة القدم. كان عدد الأندية المشاركة فيه 12، وفاز فيه برشلونة جواياكويل.